# LGV Nord
LGV Nord, sau Linia Nouă 3 (LN3) (franceză ligne nouvelle 3), este o Linie de Mare Viteză situată în Franța, dedicată transportului de pasageri. Linia are o lungime de 333 km și leagă Parisul cu principalele orașe din nordul Franței precum și cu frontiera belgiană și Tunelul Canalului Mânecii. Linia a fost dată în folosință în anul 1993 și permite viteze maxime în serviciu comercial de 300 km/h. Traseul acesteia este paralel cu Autostrada A1 pentru 130 km iar datorită faptului căeste situată în totalitate în câmpie nu conține rampe cu înclinare mai mare de 25 la mie. 
Trei tipuri principale de material rulant de mare viteză utilizează linia: trenuri SNCF TGV Réseau, trenuri Eurostar TGV TMST și trenuri Thalys TGV PBA și PBKA. Circulația este controlată dintr-un post situat la Lille.

Traseul LGV Nord. Cu negru sunt indicate liniile clasice utilizate de TGV-uri.

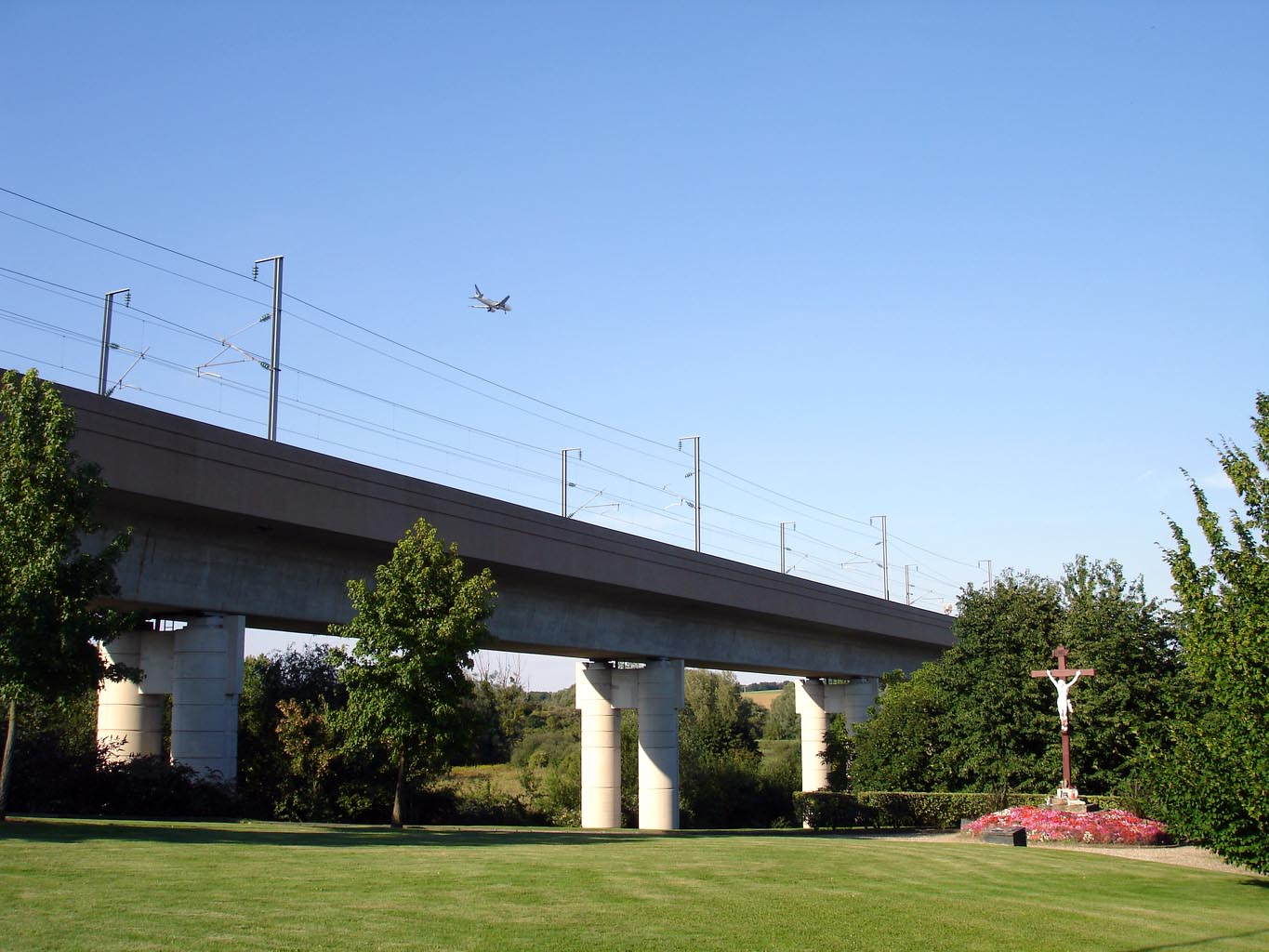
LGV Nord la Goussainville (Val-d'Oise).

## Traseul
LGV Nord începe la Arnouville-lès-Gonesse, la 16,6 km de gara de Nord din Paris în paralel cu linia clasică Paris-Creil. La Vémars, întâlnește LGV Interconnexion Est prin intermediul unui trinughi de conexiune situat în apropierea Aeroportului Internațional Charles de Gaulle. După ce traversează pădurea Ermenonville prin est, se alătură autostrăzii A1 în dreptul localității Chevrières cu care continuă în paralel până la periferia orașului Lille. La  Ablaincourt-Pressoir în departamentul Somme, există o gară, TGV Haute-Picardie, ce deservește trenurile provincie-provincie. La Croisilles o bifurcație permite legătura spre Arras iar la Fretin, un trinughi de conexiune permite legătura cu Linia de mare viteză Lille-Bruxelles ce continuă spre est și traversează frontiera franco-belgiană la Wannehain. La intrarea în Lille linia este interconectată cu rețeaua clasică ce permite deservirea gării Lille-Flandres. Linia de mare viteză traversează orașul în mare parte prin subteran, trecând și prin gara Lille-Europe. La Lambersart reîncepe tronsnul de mare viteză în direcția Calais. La Cassel, un racord permite deservirea orașului Dunkerque iar terminus-ul liniei este la Fréthun, în dreptul terminalului Eurotunnelului, ceea ce permite trenurilor TGV să deservească orașul Calais iar trenurilor Eurostar să continue călătoria spre Londra. .
Traseul reprezintă cea mai scurtă legătură posibilă între Paris și Lille însă a fost aspru criticat în regiunea Picardia, în care, deși o traversează de la sud la nord, nu deservește nici o licalitate. Gara TGV Haute-Picardie construită la jumătatea distanței dintre Amiens și Saint-Quentin este considerată ca fiind insuficientă. Criticii proiectului au denumit-o "gara sfeclei" (franceză gare des betteraves) deoarece este construită  în mijlocul unor terenuri agricole, la o intersecție de autostrăzi. Un proiect LGV Picardie ar urma să deservească orașul Amiens asigurând în același timp o legătură mai scurtă între Paris și Tunelul Canalului Mânecii reducând astfel timpul unei călătorii între Paris și Londra sub două ore. Totodată ar permite descongestionarea LGV Nord aflată actualmente aproape de saturație. 

## Istoric
- 29 septembrie 1989 : declararea proiectului ca utilitate publică.
- 2 septembrie 1991 : începutul instalării șinelor.
- 9 septembrie 1992 : punerea sub tensiune a catenarului.
- 20 octombrie 1992 : primele teste de circulație.
- 23 mai 1993 : punerea în funcțiunea a primului tronson dintre Paris și Arras. .
- 26 septembrie 1993 : punerea în funcțiune a tronsonului dintre Arras și Calais.
- 2 iunie 1996 : punerea în funcțiune a tronsonului dintre Lille și frontiera belgiană.

Această linie a fost în principal prevăzută pentru legături internaționale. Deschiderea Tunelului sub Canalul Mânecii a dus la accelerarea proiectului și realizarea acestuia în regim de urgență. Linia a fost dată în folosință cu un an înaintea tunelului și  cu 18 luni înainte de începerea serviciului Eurostar. Legătura către Bruxelles nu a fost deschisă decât în 1997 datorită numeroaselor dezacorduri politice dintre comunitățile flamande și valone din Belgia asupra traseului liniei. Odată cu inaugurarea acesteia legătura spre Bruxelles a devenit prima linie de mare viteză transfrontalieră din lume. 

## Conexiuni
- Legături Paris-Nordul Franței:
  - Paris-Lille 1h, 24 legături/zi
  - Paris-Douai 1h09, 10 legături/zi
  - Paris-Valenciennes 1h42, 10 legături/zi
  - Paris-Arras 49mn, 16 legături/zi
  - Paris-Dunkerque 1h38, 9 legături/zi
  - Paris-Lens 1h05, 7 legături/zi
  - Paris-Béthune 1h15, 7 legături/zi
  - Paris-Calais 1h23, 5 legături/zi
  - Paris-Saint-Omer 1h56, o legătură/zi
  - Paris-Boulogne-sur-Mer 1h57, o legătură/zi
- Legături provincie-provincie:
  - Lyon-Lille 2h48, 11 legături/zi
  - Lyon-Arras 2h46, 5 legături/zi
  - Lyon-Bruxelles 3h40, 2 legături/zi
  - Nantes-Lille 3h53, 4 legături/zi
  - Rennes-Lille 3h49, 4 legături/zi
  - Bordeaux-Lille 5h, 5 legături/zi
  - Bordeaux-Arras 4h50 3 legături/zi
- Legături internaționale:
  - Paris-Londra 2h15, 14 legături/zi
  - Paris-Bruxelles 1h22, 27 legături/zi
  - Paris-Liège 2h13, 8 legături/zi
  - Paris-Köln 3h50, 7 legături/zi
  - Paris-Amsterdam 4h11, 6 legături/zi
  - Lille-Londra 1h40, 10 legături/zi